# Deniz Yücel

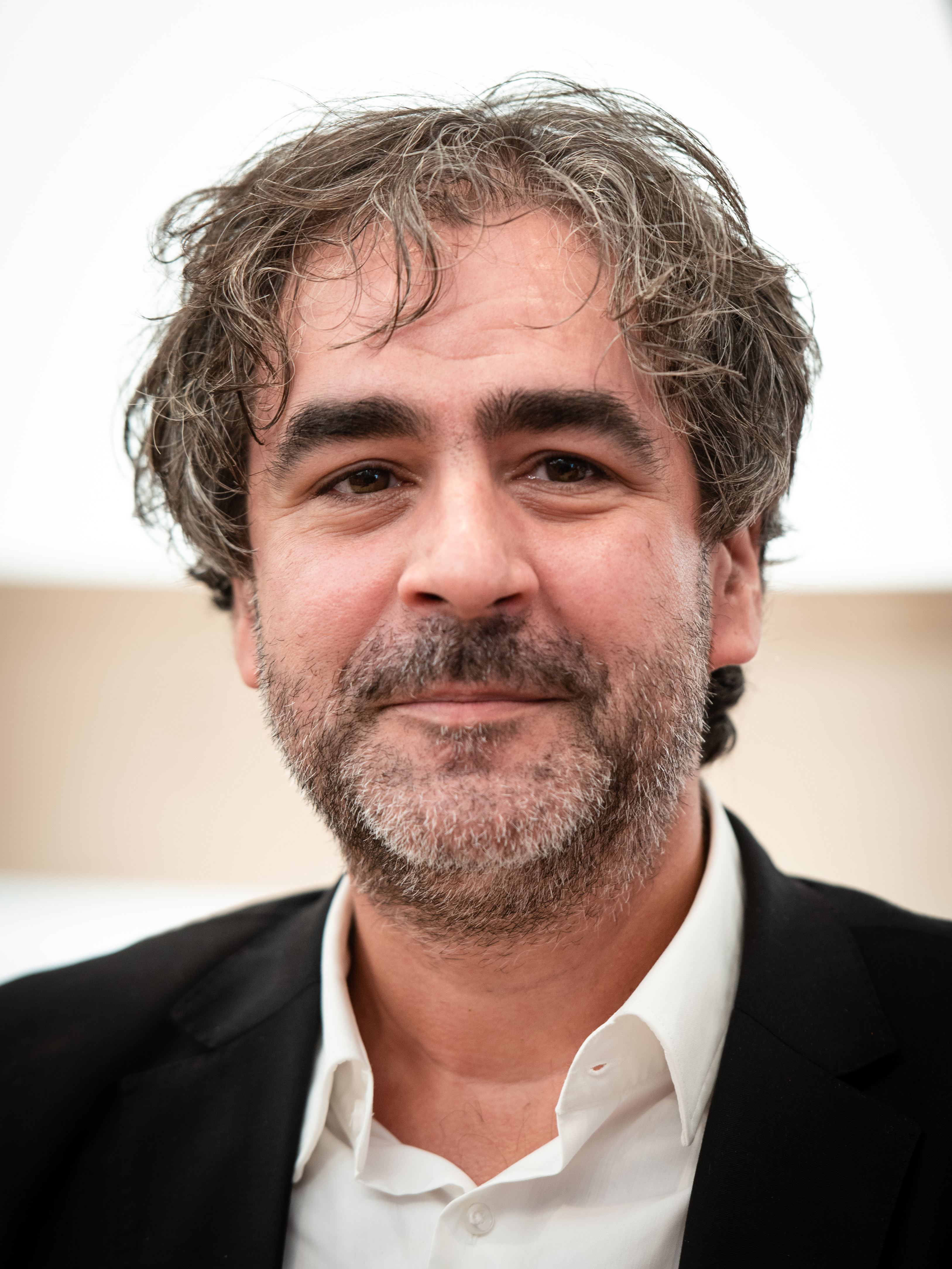
Deniz Yücel (2018)

Deniz Yücel [deˈniz jyˈd͡ʒæl] (* 10. September 1973 in Flörsheim am Main) ist ein deutsch-türkischer Journalist und Publizist. Er war von 2007 bis 2015 Redakteur der taz und ist seit 2015 Korrespondent und Autor der WeltN24-Gruppe des Axel Springer Verlags. Zudem ist er langjähriger Mitherausgeber der Wochenzeitung Jungle World. Von 2021 bis zu seinem Rücktritt 2022 war er Präsident des PEN-Zentrums Deutschland und ist seit Juni 2022 mit Eva Menasse Sprecher des PEN Berlin.
Vom 27. Februar 2017 bis zum 16. Februar 2018 befand sich Yücel als Türkei-Korrespondent wegen angeblicher „Terrorpropaganda“ in türkischer Untersuchungshaft. In Deutschland gab es zahlreiche Solidaritätskundgebungen für eine sofortige Freilassung. Er saß über 290 Tage in strenger Einzelhaft. Seine Inhaftierung führte zu einer Verschlechterung des politischen Verhältnisses zwischen Deutschland und der Türkei.
Am 16. Februar 2018 wurde Yücel aus der Haft entlassen, nachdem die türkische Staatsanwaltschaft Anklage erhoben hatte, in der sie bis zu 18 Jahre Haft für ihn forderte. Yücel kehrte am selben Tag nach Deutschland zurück. Am ersten Tag des Gerichtsverfahrens in Istanbul am 28. Juni 2018 lehnte das Gericht einen sofortigen Freispruch des Angeklagten ab. Auf Yücels Antrag befasst sich der Europäische Gerichtshof für Menschenrechte mit dem Fall. Am 16. Juli 2020 verurteilte die 32. Große Strafkammer in Istanbul Yücel in Abwesenheit zu einer Haftstrafe von zwei Jahren, neun Monaten und 22 Tagen wegen Terrorpropaganda.

## Herkunft und Familie

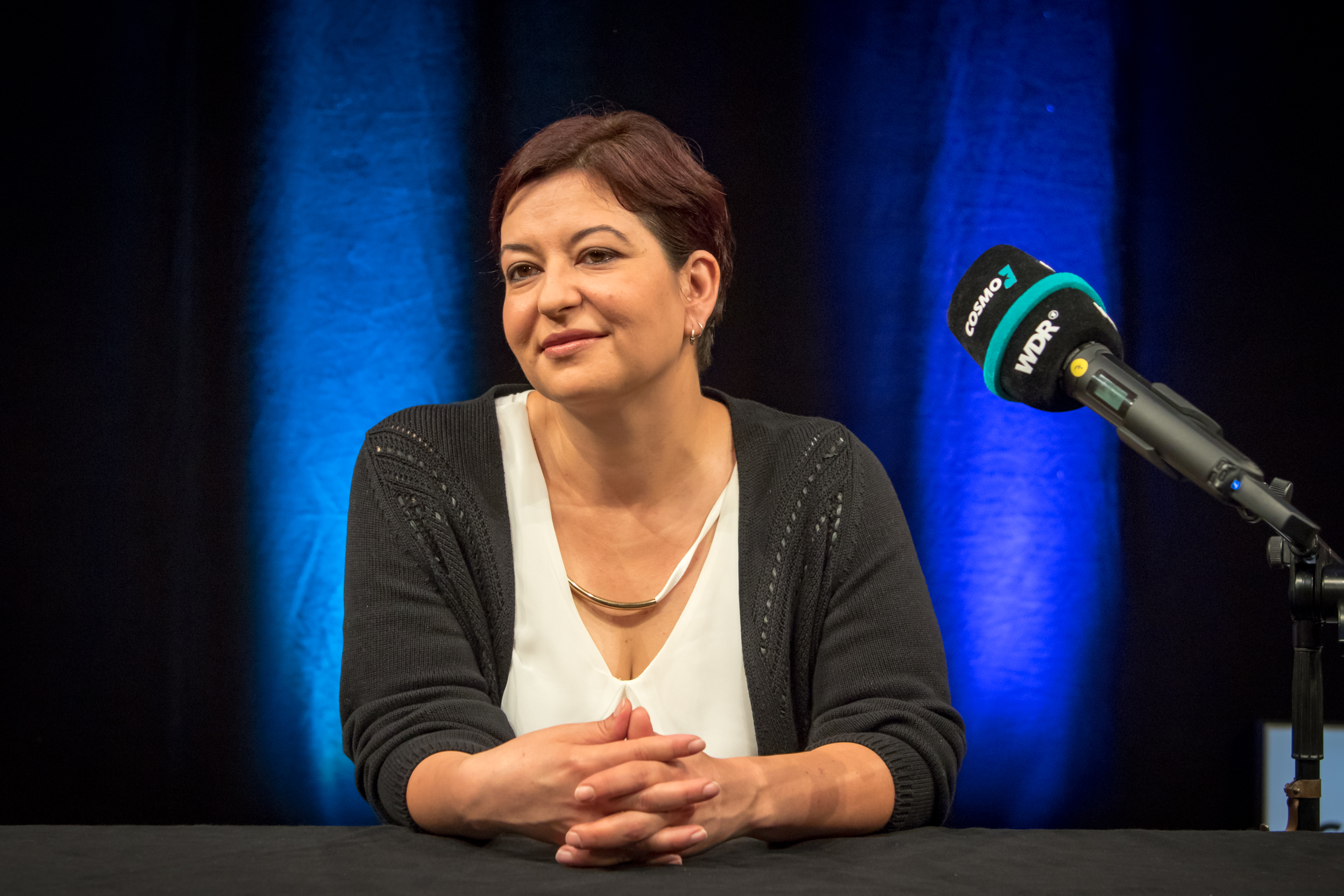
Yücels Schwester Ilkay Yücel (2017) bei der Solidaritätslesung „Wir wollen das Meer sehen“ in Köln

Yücel wurde 1973 als Sohn türkischer Gastarbeiter in Flörsheim am Main geboren und besitzt die deutsche und die türkische Staatsbürgerschaft. 1996 ging er nach Berlin und studierte an der FU Berlin Politikwissenschaft.
Seine Schwester Ilkay engagierte sich für ihn und die anderen Inhaftierten, indem sie Solidaritätsevents organisierte und bundesweit veranstaltete.
Yücel ist mit der Fernsehproduzentin Dilek Mayatürk verheiratet; die Trauung fand am 12. April 2017 während Yücels Untersuchungshaft im Gefängnis statt.
Kurze Zeit nach der Haftentlassung verstarb sein während der Haft schwer erkrankter, aus einem mazedonischen Dorf stammender Vater.

## Berufliche Tätigkeit

### Journalist
Seit 1999 ist Yücel als freier Autor für Jungle World, konkret, den Tagesspiegel, die  Jüdische Allgemeine, qantara.de, die taz, die Süddeutsche Zeitung, amnesty journal, den Standard, Blond sowie den BR, den NDR und den WDR tätig. Zwischen 2002 und 2007 war er Redakteur der Wochenzeitung Jungle World, zwischen Juli 2007 und März 2015 Redakteur der Berliner Tageszeitung taz, für die er mehrere bisweilen satirische Kolumnen wie Vuvuzela, Trikottausch und Besser verfasste. Seit 2015 ist Yücel Türkei-Korrespondent der WeltN24-Gruppe.
Zeitweilig trat Yücel (zusammen mit den Journalisten Mely Kiyak, Yassin Musharbash, Özlem Topçu, Özlem Gezer, Hasnain Kazim, Doris Akrap und Ebru Taşdemir) in der „antirassistischen Leseshow“ Hate Poetry auf, bei der sie im Stil eines Poetry Slams rassistische Leserbriefe vorlasen. „Selten war Rassismus so unterhaltsam“, urteilte darüber Die Welt, und in der taz war von einer „kathartischen Lesung“ die Rede.
2014 veröffentlichte er Taksim ist überall. Die Gezi-Bewegung und die Zukunft der Türkei zu den landesweiten Protesten in der Türkei im Jahr zuvor. Ingo Arend rezensierte das Buch für Deutschlandradio Kultur lobend als ein „Bündel anschauungsgesättigter Reportagen“, das Personen und politische Gruppen vorstellt, „die zugleich paradigmatisch für die Konflikte der türkischen Gesellschaft“ seien. Deshalb sei es „mehr als ein spannendes politisches Sachbuch“, auch ein „aufschlussreiches, sozialpsychologisches Dokument“. 2018 erschien Wir sind ja nicht zum Spaß hier noch während seiner Inhaftierung.
Über die Zeit seiner Haft berichtete er in dem Buch Agentterrorist, das im Oktober 2019 erschien und zugleich die politischen Verhältnisse in der Türkei analysiert. Die Lesereise begann er in der Justizvollzugsanstalt Moabit mit einem Gespräch mit den Inhaftierten. Nach dem Ende der Lesereise will er seine journalistische Tätigkeit wieder aufnehmen.

### PEN-Präsident
Im Mai 2019 wurde Deniz Yücel in die Schriftstellervereinigung PEN-Zentrum Deutschland aufgenommen. Am 26. Oktober 2021 wurde er als Nachfolger von Regula Venske zu deren Präsident gewählt. Unter der Leitung Yücels gelang es dem deutschen PEN im Februar 2022, den in seiner Heimat verfolgten ugandischen Schriftsteller Kakwenza Rukirabashaija nach Deutschland zu holen.
Im März 2022 geriet Yücel in seiner Rolle als Präsident in Kritik. Petra Reski, Mitglied des PEN, schrieb in einem Artikel in der Frankfurter Allgemeinen Zeitung (FAZ), dass ein E-Mail-Verkehr Yücels „versehentlich“ an PEN-Mitglieder verschickt worden sei; in den E-Mails agitiere Yücel gegen den PEN-Generalsekretär Heinrich Peuckmann und andere Präsidiumsmitglieder, um deren Rücktritte zu erwirken. Reski bezeichnete das Verhalten Yücels als Mobbing. Den FAZ-Gastbeitrag wiederum nannte Hannah Pilarczyk im Spiegel „polemisch“. Zudem werde im Text unterschlagen, dass Reski „zuvor selbst eine Rücktrittsforderung“ gestellt habe und „Partei in dem Streit“ sei. Den Mobbing-Vorwurf befand Miryam Schellbach in der Süddeutschen Zeitung als unzutreffend: „Wenn das Mobbing sein soll, dann war es das wohl künftig mit allen lustigen Streits [sic!] dieser Erde.“ Ferner wurden Vorwürfe eines autoritären Führungsstils, des Mobbings zu Lasten des hauptamtlichen Personals des PEN-Zentrums sowie Vorwürfe einer nicht gewissenhaften Haushaltspolitik des Vereins laut.
Während des russischen Überfalls auf die Ukraine sprach sich Yücel für eine Flugverbotszone über der Ukraine und damit für ein Eingreifen der NATO aus. Daraufhin forderten fünf ehemalige PEN-Präsidenten (Regula Venske, Christoph Hein, Johano Strasser, Josef Haslinger und Gert Heidenreich) seinen Rücktritt. Yücel habe, schrieben sie in einem offenen Brief an die PEN-Mitglieder, die „Befugnisse des Dir erteilten Mandats überschritten“ und zudem gegen die Charta des Internationalen PEN verstoßen, die sich dem „Ideal einer in Frieden lebenden Menschheit“ verpflichtet fühle. Ebenfalls in einem an die Mitglieder adressierten Schreiben wies Yücel diesen Vorwurf zurück und lehnte einen Rücktritt ab. Medien griffen die zunächst vereinsinterne Kontroverse auf. Petra Reski warf Yücel „abenteuerliche militärstrategische Ausführungen“ vor, während Herbert Wiesner, von 2009 bis 2013 Generalsekretär des deutschen PEN, das Recht betonte, sich frei äußern zu können. Yücel vertrete mit seiner Forderung keine isolierte Einzelposition; zudem sei von früheren PEN-Präsidenten, anders als in Yücels Fall, keine Neutralität erwartet worden. Ähnlich argumentierten die Präsidiumsmitglieder Joachim Helfer, Ralf Nestmeyer, Christoph Links und Konstantin Küspert in einem Schreiben an die Mitglieder. In der Süddeutschen Zeitung ironisierte Nele Pollatschek: „Skandal! Präsident des Vereins der freien Worte äußert freie Worte!“ Auf der turbulent und emotional verlaufenen Jahrestagung des PEN in Gotha überstand Yücel am 13. Mai 2022 einen Abwahlantrag knapp mit 73 zu 75 Stimmen, trat anschließend aber nach der erfolgreichen Abwahl des amtierenden Schatzmeisters Joachim Helfer mit lautstarken Worten von seinem Präsidentenamt zurück und verließ stürmisch die Mitgliederversammlung mit der Begründung, er wolle nicht „Präsident dieser Bratwurstbude sein“. Zugleich erklärte er seinen Austritt aus der Vereinigung.
Er ist Mitbegründer der Schriftstellervereinigung PEN Berlin. Auf der Gründungsversammlung am 10. Juni 2022 wurde er neben Eva Menasse zum Sprecher gewählt.

## Texte Yücels (Auswahl)

### Über den Bevölkerungsrückgang in Deutschland
Im Jahr 2011 spottete Yücel im Rahmen einer satirischen Kolumne unter dem Titel Kolumne Geburtenschwund – Super, Deutschland schafft sich ab! über den Bevölkerungsrückgang in Deutschland. Einzelne Zitate aus dem polemischen Text, wie beispielsweise „Der baldige Abgang der Deutschen aber ist Völkersterben von seiner schönsten Seite“, wurden insbesondere nach Yücels Inhaftierung in der Türkei 2017 kontextfrei von Rechtsextremen und Rechtspopulisten über soziale Netzwerke wie Twitter verbreitet. Auch AfD-Vertreter wie deren Landessprecher in Mecklenburg-Vorpommern Holger Arppe zogen das Zitat heran, um nahezulegen, dass Yücel ein Feind Deutschlands und der Deutschen sei. In diesem Zusammenhang erzielte der 2011 veröffentlichte Artikel Yücels im Februar 2018 breite mediale Öffentlichkeit, als in einer Bundestagssitzung auf Antrag der AfD hin darüber debattiert wurde, ob die Bundesregierung Äußerungen Yücels öffentlich missbilligen solle. Der Antrag wurde mit 552 zu 77 Stimmen abgelehnt.

### Über Joachim Gauck
Yücel kritisierte im Februar 2012 anlässlich der Nominierung Joachim Gaucks für das Amt des Bundespräsidenten die Einmütigkeit der medialen Unterstützung der Kandidatur. Yücel zitierte verschiedene Reden, Interviews und Aufsätze Gaucks und schrieb dazu überspitzend, Gauck werde noch Gelegenheit finden, „Ausländern die Meinung zu geigen, Verständnis für die Überfremdungsängste seiner Landsleute zu zeigen, die Juden in die Schranken zu weisen und klarzustellen, dass Nationalsozialisten auch nur Sozialisten sind“.
Sascha Lobo kritisierte kurz darauf, Yücel verkehre auf „unredliche Weise“ Gaucks Aussage zum Judenmord durch Verstümmelung ins Gegenteil. Dieser habe gemeint, „dass es gefährlich sei, so zu tun, als könne sich ein Holocaust sowieso nie wieder ereignen und man daher gar nicht besonders erinnern, analysieren, aufarbeiten müsse – das Gegenteil einer Verharmlosung.“ In einer Antwort verteidigte Yücel seine Angriffe gegen Gauck und vertiefte den Vorwurf der Verharmlosung des Holocaust. Yücel bezog sich auf den Politikwissenschaftler Clemens Heni, der vor der Wahl des deutschen Bundespräsidenten 2010 dem damaligen Kandidaten Gauck in seinem Blog anhand desselben Zitats vorgeworfen hatte, er projiziere „seine Religiosität auf diejenigen, welche den Holocaust überhaupt als spezifisches, präzedenzloses Menschheitsverbrechen erinnern“. Der damalige Fraktionsvorsitzende der Grünen im Bundestag, Jürgen Trittin, verwies auf Gaucks Vorsitz im Verein „Gegen Vergessen – Für Demokratie“, der sich für die Aufarbeitung des Nationalsozialismus einsetzt. Gauck eine Verharmlosung des Holocaust vorzuwerfen bezeichnete Trittin als „Schweinejournalismus“, den er sonst von der Bild-Zeitung kenne. Er forderte die taz-Chefredakteurin Ines Pohl auf, sich bei Gauck für die taz zu entschuldigen.
Pohl und taz-Redakteur Stefan Reinecke distanzierten sich von Yücels Kommentaren. Sie wiesen aber darauf hin, dass Yücels Äußerung eine „persönliche Meinungsäußerung“ war und damit vom Recht auf Meinungsfreiheit gedeckt.

### Über Thilo Sarrazin
In einer Kolumne vom Mai 2012 in der Frankfurter Rundschau (FR) hatte Mely Kiyak eine „Verplemperung unserer Fernsehgebühren“ für Thilo Sarrazin kritisiert, den sie als „lispelnde, stotternde, zuckende Menschenkarikatur“ bezeichnete. Es folgten heftige verbale Attacken gegen Kiyak und eine laut FR „perfide Hetzkampagne“ gegen sie im rechtsextremen Blog Politically Incorrect. Kiyak erklärte, sie habe von Sarrazins halbseitiger Gesichtslähmung nichts gewusst und hätte dieses Bild nicht gewählt, wenn sie es gewusst hätte. In Reaktion darauf griff Yücel Kiyaks Formulierung in seiner Kolumne „Das ist nicht witzig“ auf und schrieb, dass man die Bezeichnung dennoch verwenden könne und man Sarrazin „nur wünschen kann, der nächste Schlaganfall möge sein Werk gründlicher verrichten“. Später ergänzte Yücel eine „Klarstellung“. Er wünsche „jedem ein möglichst langes Leben frei von Krankheit“, insbesondere „erfolgreichen Buchautoren“, damit diese „die Chance gewinnen, etwas dazuzulernen und von Irrtümern abzulassen“.
Der Deutsche Presserat sprach im Dezember 2012 eine Missbilligung aus. Es sei unvereinbar mit der Menschenwürde Sarrazins, ihm eine schwere Krankheit oder Schlimmeres zu wünschen, und stellte fest, der Beitrag gehe über eine kritische Meinungsäußerung weit hinaus. Ferner gab das Landgericht Berlin einer Klage Sarrazins wegen Verletzung seiner Persönlichkeitsrechte statt. Es sprach Sarrazin eine Entschädigung in Höhe von 20.000 Euro zu und untersagte der taz, den Text weiter zu veröffentlichen und zu verbreiten.

### Über die Papstwahl 2013
Anlässlich der Papstwahl im März 2013 schrieb Yücel einen Kommentar, in dem er die Päpste als eine Folge von „alten Säcken“ beschrieb. Die Printausgabe der taz titelte „Junta-Kumpel löst Hitlerjunge ab“ in Anspielung auf Papst Franziskus und dessen Vorgänger, Papst Benedikt XVI. Der Presserat rügte die taz für den Begriff „Junta-Kumpel“, da die Erkenntnisse über eine Nähe des Papstes und damaligen Leiters der Jesuiten Argentiniens zur dortigen Militärdiktatur nicht ausreichend seien, um diese als erwiesen darzustellen. Der Artikel selbst wurde mit Verweis auf die Meinungsfreiheit nicht gerügt. Die Chefredakteurin der taz Ines Pohl räumte ein, diese Vorwürfe gegen Papst Franziskus seien „letztlich nicht eindeutig belegt“, man sei in diesem Fall „übers Ziel hinaus geschossen“. Die Überschrift des umstrittenen Artikels stammte nicht von Yücel, die Rüge des Presserats betraf seinen Text damit nicht. Dieser sei „provokativ und polemisch, […] jedoch […] vom Recht auf Meinungsfreiheit gedeckt. Eine Institution wie die Katholische Kirche und ihr Oberhaupt müsse auch deutliche öffentliche Kritik aushalten.“

## Inhaftierungen als Türkei-Korrespondent

### Erste Festnahme
Im Juni 2015 wurde Yücel zusammen mit Özlem Topçu von der Zeit sowie den türkischen Journalisten Pınar Öğünç (Cumhuriyet) und Hasan Akbaş (Evrensel) auf Anordnung des Gouverneurs der türkischen Provinz Şanlıurfa festgenommen und nach einer Stunde wieder freigelassen, weil sie auf einer improvisierten Pressekonferenz am türkisch-syrischen Grenzübergang Akçakale kritische Fragen gestellt hatten. Die türkische Polizei begründete die Mitnahme Yücels auf die Polizeiwache mit einer „Personalienfeststellung“.
Auf einer Pressekonferenz in Ankara im Februar 2016 richtete Yücel eine Frage an die deutsche Bundeskanzlerin Angela Merkel, wie sie zu gewissen Vorwürfen stehe. Sie ignoriere heutige Missstände in der Türkei, weil sich deren Regierung im Gegenzug kooperationsbereit in der Flüchtlingspolitik zeige. Yücel benannte dabei beispielhaft Einschränkungen der Pressefreiheit in der Türkei, woraufhin er vom damaligen türkischen Ministerpräsidenten Ahmet Davutoğlu und der regierungstreuen türkischen Presse angegriffen wurde.
In einer Mitteilung über den Abzug des Spiegel-Korrespondenten Hasnain Kazim vom 17. März 2016 gab Die Welt bekannt, dass sie Yücel „zum Schutz ihres Korrespondenten“ vorläufig aus der Türkei abgezogen habe. Am 4. April berichtete Yücel wieder aus der Türkei, als er zum Inkrafttreten des Flüchtlingsabkommens zwischen der EU und der Türkei vom türkischen Küstenort Dikili vom ersten Rücktransport von Flüchtlingen berichtete. In der Nacht des versuchten Militärputsches am 15. Juli 2016 berichtete er von Geschehnissen in Istanbul.

### Zweite Festnahme
Am 25. Dezember 2016 meldete die türkische Zeitung Sabah, im Zusammenhang mit Ermittlungen gegen das linksgerichtete türkische Hacker-Kollektiv RedHack sei ein Haftbefehl gegen Yücel ergangen. RedHack hatte sich Zugang zu den E-Mails von Berat Albayrak, Energieminister und Schwiegersohn des Staatspräsidenten Recep Tayyip Erdoğan, verschafft; die Mails wurden oppositionellen türkischen Medien zugespielt, von WikiLeaks indexiert und am 5. Dezember 2016 in einer durchsuchbaren Datenbank (Berat’s Box) veröffentlicht. Yücel hatte über die von RedHack verbreiteten Mails zwei Artikel in der Zeitung Die Welt verfasst. In diesem Zusammenhang wurden sechs türkische Journalisten bei Razzien festgenommen. Yücel hielt sich zur fraglichen Zeit jedoch nicht in der Türkei auf. Am 14. Februar 2017 wurde Yücel in Istanbul von der Polizei in Gewahrsam genommen, nachdem er der Aufforderung zu einer Befragung Folge geleistet hatte. Ihm wurde wegen seiner Berichterstattung Mitgliedschaft in einer terroristischen Vereinigung, Datenmissbrauch und „Terrorpropaganda“ vorgeworfen. Nachdem er sich der Polizei gestellt hatte, wurde Yücels Istanbuler Wohnung durchsucht. Mit Yücel wurde erstmals ein Journalist mit deutscher Staatsangehörigkeit in der Türkei verhaftet. Der Vorsitzende des Deutschen Journalisten-Verbandes Frank Überall kritisiert den Polizeigewahrsam für Yücel: „Es zeigt, dass Präsident Erdoğan versucht, den Ausnahmezustand zu missbrauchen, um unliebsame Berichterstattung unmöglich zu machen. Wir erwarten von der Bundesregierung, dass sie den Fall aufgreift und ihre diplomatischen Kanäle nutzt, um unseren Kollegen zu schützen.“ Das Vorgehen auf türkischer Seite sei eine neue Eskalationsstufe, weil mit Yücel auch die Pressefreiheit in Deutschland angegriffen werde, denn die Grundlage der Vorwürfe sei die Berichterstattung in der Welt.
Seit der Verhängung des Ausnahmezustands nach dem Putschversuch am 15. und 16. Juli 2016 können Verdächtige in der Türkei bis zu 14 Tage ohne richterlichen Beschluss in Polizeigewahrsam gehalten werden. Seither sitzen zahlreiche regierungskritische Journalisten unter Terrorvorwürfen in Haft. Zwei Jahre später wurde der Ausnahmezustand beendet. Menschenrechtsorganisationen halten die Anschuldigungen häufig für konstruiert und politisch motiviert. Das Auswärtige Amt appellierte an die Türkei, „dass in dem laufenden Ermittlungsverfahren der türkischen Behörden gegen Herrn Yücel rechtsstaatliche Regeln beachtet und eingehalten werden und er fair behandelt wird, gerade mit Blick auf die auch in der Türkei verfassungsrechtlich verankerte Pressefreiheit“. Bundeskanzlerin Angela Merkel sprach im Februar 2017 am Rande der 53. Münchner Sicherheitskonferenz gegenüber dem türkischen Ministerpräsidenten Binali Yıldırım Yücels Fall an. Sie wies darauf hin, „wie wichtig es ist, dass Herr Yücel durch die deutsche Botschaft umfassend konsularisch betreut werden kann“, und drückte die Erwartung aus, dass Yücel eine faire und rechtsstaatliche Behandlung erfahre.
Nachdem der Haftbefehl gegen Yücel erlassen worden war, bezeichnete ihn der türkische Staatspräsident Recep Tayyip Erdoğan bei einer Feier als „deutschen Agenten“ und „PKK-Terroristen“. Bei einer live übertragenen Fernsehsendung wenige Tage später sagte er: „Solange ich im Amt bin, überstellen wir Deniz Yücel auf keinen Fall.“

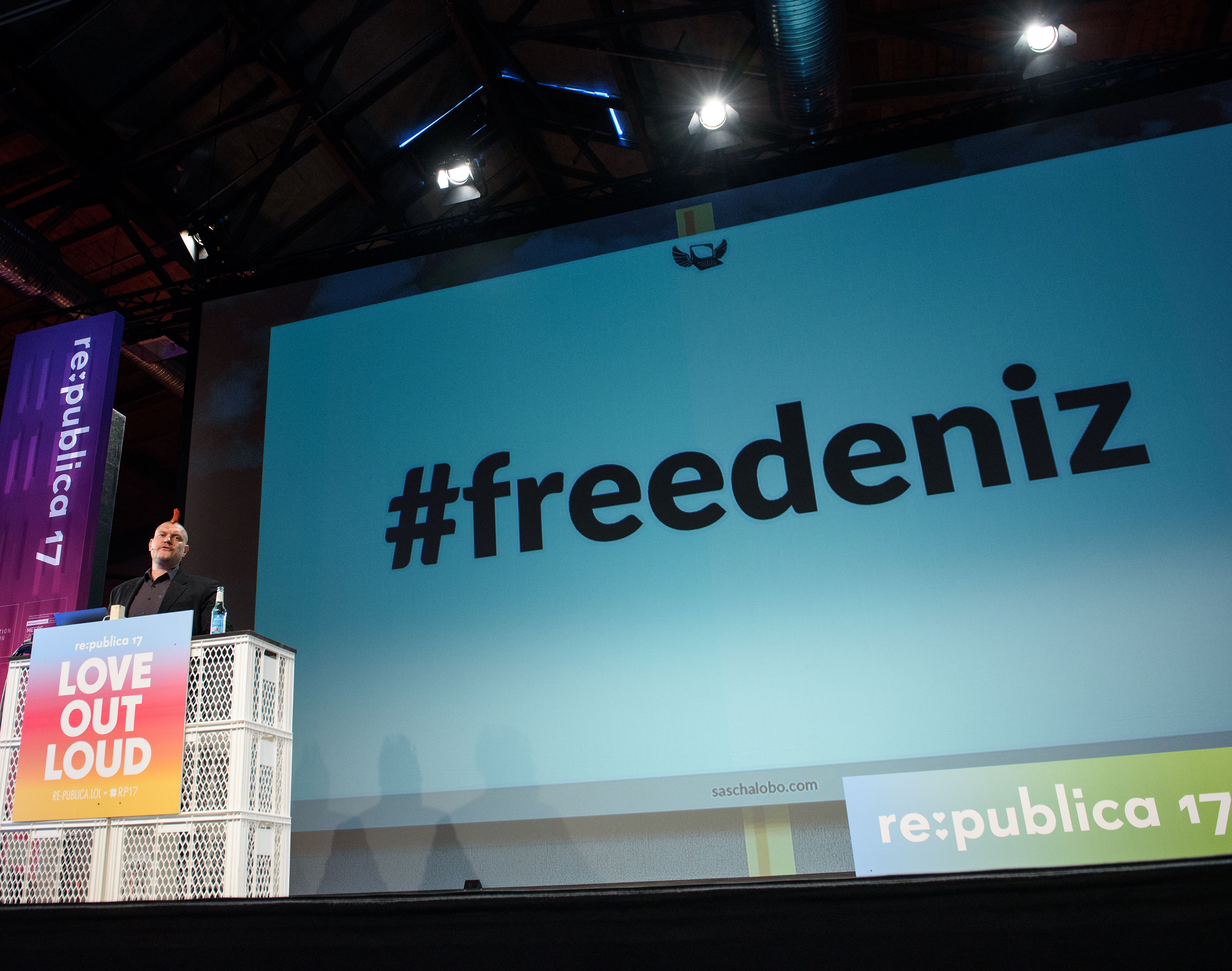
Sascha Lobo auf der re:publica 2017 mit #freedeniz-Hashtag auf der Leinwand

Am 24. Februar 2017 riefen in Deutschland Schriftsteller, Buchhändler und Journalisten Bundeskanzlerin Merkel zu einem entschlossenen Einsatz für die Meinungsfreiheit in der Türkei auf. Die Petition #FreeWordsTurkey, initiiert vom Börsenverein des Deutschen Buchhandels, dem Autorenverband PEN-Zentrum Deutschland sowie Reporter ohne Grenzen (ROG), wurde vom außenpolitischen Berater Christoph Heusgen entgegengenommen. Darin hieß es: „Die Freiheit des Wortes ist in der Türkei akut bedroht. Seit dem Putschversuch im Juli 2016 geht die türkische Regierung vehement gegen regierungskritische Journalisten und Medien vor. Damit verschärft sich die bereits angespannte Situation für Medien in der Türkei.“ Weiter wird darauf verwiesen, dass unter anderem die Pässe von Journalisten eingezogen oder Autoren inhaftiert wurden. Über 130 Medienhäuser seien bereits geschlossen, darunter 29 Buchverlage, die zusätzlich enteignet wurden. Unter Publizisten und Verlegern herrschten Angst und Existenznot. In der Petition heißt es weiter: „Die Freiheit des Wortes ist ein Menschenrecht und nicht verhandelbar. Meinungs-, Informations- und Pressefreiheit sind die Grundlage einer freien und demokratischen Gesellschaft.“ Der im deutschen Exil lebende türkische Journalist Can Dündar begleitete die Delegation.
ROG-Vorstandssprecher Michael Rediske erklärte, die Bundesregierung müsse sich „nochmal deutlicher äußern, sie muss beispielsweise den ‚Welt‘-Korrespondenten freibekommen, Deniz Yücel, der unter fadenscheinigen Bedingungen in Haft sitzt“.

### Untersuchungshaft (27. Februar 2017 bis 16. Februar 2018)

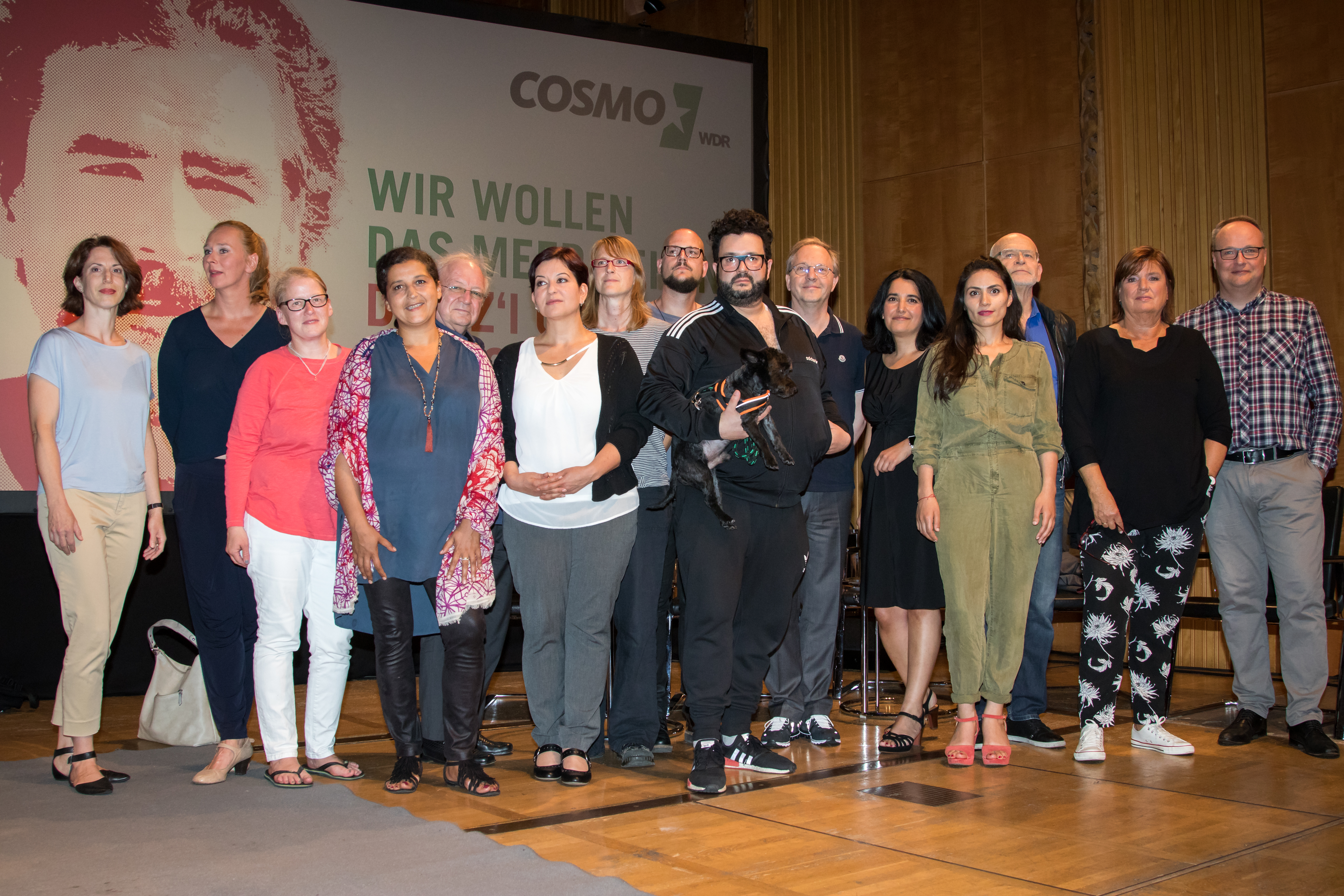
Solidaritätslesung von Yücel-Texten im Juli 2017 in Köln

Am 27. Februar 2017 ordnete ein Richter Untersuchungshaft gegen Yücel an; ihm werden „Propaganda für eine terroristische Vereinigung und Aufwiegelung der Bevölkerung“ vorgeworfen. Begründet wurde dies unter anderem mit einem von Yücel im Herbst 2015 geführten Interview mit dem PKK-Kommandanten Cemil Bayık sowie einem Artikel, in dem er die Verantwortung der Gülen-Bewegung an dem Putschversuch vom Juli 2016 in Frage stellte. Yücel befand sich im größten Gefängnis der Türkei, im Gefängnis Silivri in Untersuchungshaft.
Bundeskanzlerin Merkel bezeichnete am 27. Februar 2017 die gegen Yücel verhängte Untersuchungshaft als „bitter und enttäuschend“ sowie als „unverhältnismäßig hart“. Die Bundesregierung erwarte, „dass die türkische Justiz in ihrer Behandlung des Falles Yücel den hohen Wert der Pressefreiheit für jede demokratische Gesellschaft berücksichtigt“. Außerdem habe sich der Journalist freiwillig der türkischen Justiz gestellt und stehe für Ermittlungen zur Verfügung. Merkel erklärte: „Wir werden uns weiter nachdrücklich für eine faire und rechtsstaatliche Behandlung Deniz Yücels einsetzen und hoffen, dass er bald seine Freiheit zurückerlangt.“ Regierungssprecher Steffen Seibert erklärte, die Kanzlerin halte den Schritt der türkischen Behörden für eine „unverständliche Entscheidung“. Der deutsche Bundespräsident Joachim Gauck kritisierte die Inhaftierung Yücels als „Attacke auf die Pressefreiheit“ und äußerte: „Was derzeit in der Türkei passiert, weckt erhebliche Zweifel, ob die Türkei ein Rechtsstaat bleiben will. Das sollte sie aber tun, wenn sie eine lebendige Demokratie sein will.“
Präsident Erdoğan behauptete am 3. März 2017 über Yücel: „Als ein Vertreter der PKK, als ein deutscher Agent hat sich diese Person einen Monat lang im deutschen Konsulat versteckt.“ Yücel hatte sich mehrere Wochen lang auf dem Gelände der Sommerresidenz des deutschen Botschafters in Istanbul aufgehalten.
Der damals amtierende österreichische Bundeskanzler Christian Kern bezeichnete am 5. März 2017 die Inhaftierung Yücels als „schockierend“. Yücel habe unabhängig und kritisch über die Türkei berichtet. Kern forderte Yücels umgehende Freilassung und erwartete, „dass Ankara eine Minimaldosis an Rechtsstaatlichkeit einhält“.
Yücels Rechtsanwälte erhoben Widerspruch gegen die Anordnung, Yücel in Untersuchungshaft zu nehmen. Die Entscheidung des Haftrichters widerspreche sowohl der Rechtsprechung des Europäischen Gerichtshofs für Menschenrechte als auch türkischen Gesetzen. Journalisten dürften nach türkischem Recht höchstens vier Monate nach dem Erscheinen von Artikeln für deren Inhalte haftbar gemacht werden; die meisten der im Haftbefehl erwähnten Texte seien aber deutlich älter. Bundesaußenminister Sigmar Gabriel äußerte vor einem Treffen mit seinem türkischen Amtskollegen Mevlüt Çavuşoğlu, er werde alles unternehmen, um Yücel wieder auf freien Fuß zu bekommen.
Deutsche Diplomaten durften nicht mit Yücel sprechen, obwohl der türkische Ministerpräsident Binali Yıldırım dies Bundeskanzlerin Merkel persönlich zugesichert hatte. Am 19. März 2017 attackierte Erdoğan Bundeskanzlerin Merkel verbal und behauptete, ohne Beweise vorzulegen, Yücel sei ein „terroristischer Agent“. Bei seiner Antrittsrede als Bundespräsident appellierte Frank-Walter Steinmeier an Erdoğan, Yücel freizulassen.
Nach wochenlangem Ringen wurde am 4. April 2017 erstmals einem deutschen Diplomaten gestattet, Yücel im Gefängnis zu besuchen.
Am 11. April 2017 stellte Bundesfinanzminister Wolfgang Schäuble geplante Finanzhilfen für die Türkei wegen Yücels Inhaftierung infrage.
Am 13. April 2017, drei Tage vor einem Verfassungsreferendum, äußerte Erdoğan, Deutschland verweigere die Auslieferung türkischer Staatsbürger; daher würden Deutsche wie Yücel auch nicht überstellt.
Nachdem Yücel über seine Anwälte Beschwerde gegen seine Haft nach Art. 34 EMRK beim Europäischen Gerichtshof für Menschenrechte (EGMR) erhoben hatte, forderte der Gerichtshof die türkische Regierung in Ankara auf, bis zum 24. Oktober eine Stellungnahme abzugeben. Der EGMR verlängerte die Abgabefrist noch bis zum 28. November 2017. Am 28. November 2017 wurde die Stellungnahme bei Gericht eingereicht. Darin warf die türkische Justiz Yücel „Terrorpropaganda“ für die PKK und die Gülen-Bewegung vor. Die deutsche Bundesregierung hatte bereits im Juli 2017 ihre Unterstützung der Klage zugesichert. Am 31. Januar 2018 reichte die Bundesregierung ihre Stellungnahme ein, in der sie davon sprach, Yücel sei allein aufgrund seiner Berichterstattung inhaftiert worden. Außerdem legte die WeltN24 GmbH in der Türkei Verfassungsbeschwerde sowie dem EGMR ein.
Am 20. Juli 2017 gab Bundesaußenminister Gabriel (abgestimmt mit Kanzlerin Merkel) ein ausführliches Statement zu den deutsch-türkischen Beziehungen ab. Kurz zuvor war gegen den deutschen Menschenrechtler Peter Steudtner und andere Teilnehmer an einer internen Amnesty-International-Veranstaltung „Untersuchungshaft“ (die in der Türkei bis zu fünf Jahre dauern kann) verhängt worden.
Gabriel äußerte unter anderem, die Bundesregierung müsse „in jedem Fall um den völkerrechtlich zustehenden Anspruch auf konsularischen Zugang kämpfen“; dann sagte er:

„Die Fälle von Peter Steudtner, Deniz Yücel und Meşale Tolu stehen beispielhaft für die abwegigen Vorwürfe von ‚Terrorpropaganda‘, die offensichtlich dazu dienen, jede kritische Stimme zum Schweigen zu bringen, derer man habhaft werden kann, auch aus Deutschland.
Und sie stehen für ein Unrecht, das jeden treffen kann. […]
Wir fordern die Freilassung von Peter Steudtner, Deniz Yücel und Meşale Tolu, ungehinderten konsularischen Zugang und zügige, faire Verfahren für sie und die anderen Deutschen, denen politische Straftaten zur Last gelegt werden.
Wir erwarten eine Rückkehr zu europäischen Werten, zu Respekt vor der Meinungs-, Presse- und Kunstfreiheit.“

Am 15. August 2017 billigte die türkische Regierung das Notstandsdekret 694; es trat kurz darauf in Kraft. Artikel 74 dieses Dekrets bevollmächtigt Staatspräsident Erdoğan ausdrücklich, ausländische Häftlinge in türkischen Gefängnissen gegen (türkische) Gefangene in ausländischen Haftanstalten auszutauschen, „wenn die nationale Sicherheit oder die Interessen des Landes dies erfordern“. Die Vollmacht gilt sowohl für Untersuchungshäftlinge (das sind im Rechtssinne unschuldige Personen, bis zum Beweis des Gegenteils, vgl. Unschuldsvermutung), als auch für rechtskräftig verurteilte Straftäter. Erdoğan hatte schon 2015 – damals erfolglos – versucht, diese Bevollmächtigung zu erhalten. Bundesaußenminister Gabriel äußerte kurz darauf, Yücel sei in Haft, weil „die Türkei […] ihn als Geisel in Gefangenschaft hält“.
Am 1. September 2017 wurden in der Türkei zwei weitere Deutsche festgenommen; das sind die deutschen Staatsbürger (einschließlich Yücel) Nummer 11 und 12, die dort vorgeblich aus politischen Gründen verhaftet wurden.
Am 10. November 2017 veröffentlichte taz.de ein Interview, das Doris Akrap über Yücels Anwälte schriftlich mit ihm geführt hatte. Darin äußerte Yücel sich unter anderem über seine Haftbedingungen („Isolationshaft ist Folter“) und forderte eine rasche Anklage: „Ich will einen fairen Prozess. Und den am besten gleich morgen.“
Anfang Januar 2018 reichte das türkische Justizministerium nach neun Monaten seine Stellungnahme beim türkischen Verfassungsgericht zur Beschwerde Yücels gegen dessen Untersuchungshaft ein. Darin wurden nach Angaben der Welt keine neuen Vorwürfe oder Beweise gegen ihn genannt. Einer seiner türkischen Anwälte wertete dies als erste neue Entwicklung seit zehn Monaten. Seine Anwälte wollen innerhalb von zwei Wochen auf die Stellungnahme der Regierung antworten, dann könnte das Verfassungsgericht über Yücels Freilassung oder seine weitere Inhaftierung entscheiden.
Bewegung in das Verfahren war kurz vor einem am 6. Januar 2018 geplanten Treffen in Goslar zwischen dem türkischen Außenminister Mevlüt Çavuşoğlu und dessen deutschem Amtskollegen Sigmar Gabriel gekommen. Çavuşoğlu hatte zuvor für eine Normalisierung bzw. einen „Neustart“ der deutsch-türkischen Beziehungen geworben und zugesichert, dass die Regierung alles dafür tue, insbesondere juristische Verfahren zu einzelnen Inhaftierten in der Türkei zu beschleunigen, die von der deutschen Öffentlichkeit aufmerksam verfolgt werden.
Yücel lehnte im Januar 2018 einen Tauschhandel zwischen der deutschen und der türkischen Regierung für seine Freilassung ab, nachdem Außenminister Gabriel seinen Fall gegenüber dem Spiegel mit Rüstungsgeschäften in Zusammenhang gebracht hatte – dieses aber später bestritt. Auch einen Austausch gegen Gülen-Anhänger wies Yücel zurück. „Für schmutzige Deals stehe ich nicht zur Verfügung“, erklärte er über seine Anwälte.
Am 14. Februar 2018, dem Jahrestag von Yücels Inhaftierung, erschien Wir sind ja nicht zum Spaß hier. Den Sammelband mit Yücels Texten gab die taz-Journalistin Doris Akrap heraus, er enthält früher veröffentlichte Reportagen, Glossen und Kommentare sowie einen Text, den Yücel im Gefängnis verfasste. In Berlin lasen bei der Buchvorstellung unter anderen Herbert Grönemeyer, Anne Will und Hanna Schygulla. Außerdem wurde ein #FreeDeniz-Autokorso veranstaltet. Bei einer Mahnwache in seiner Geburtsstadt Flörsheim forderten etwa 200 Menschen Yücels Freilassung. Dieser ließ von seiner Schwester eine Botschaft verlesen, in der es hieß, er lasse sich nicht unterkriegen, und: „Ich weiß viele Menschen an meiner Seite.“ Am selben Tag erklärte der türkische Ministerpräsident Binali Yıldırım, er hoffe, dass Yücel bald freikomme: „Ich bin der Meinung, dass es in kurzer Zeit eine Entwicklung geben wird.“ Yıldırım verwies jedoch darauf, dass die Justiz über eine Freilassung entscheide. Der deutsche Außenminister Sigmar Gabriel sagte, er bemühe sich intensiv um eine Lösung; den Fall Yücel bezeichnete er als eine der großen, weiterhin unüberwundenen Hürden im Verhältnis zur Türkei.

### Freilassung und Anklageerhebung
Am 16. Februar 2018 wurde Yücel aus der Haft entlassen, nachdem die Staatsanwaltschaft zuvor die Anklageschrift gegen ihn vorgelegt hatte. Sie wirft ihm darin „Propaganda für eine Terrororganisation“ und „Aufstachelung des Volkes zu Hass und Feindseligkeit“ vor und fordert eine Haftstrafe zwischen vier und 18 Jahren. Die Staatsanwaltschaft führt als Belege für ihre Anschuldigungen Telefonate Yücels und acht in der Welt erschienene Zeitungsberichte an. So habe er Einsätze gegen die PKK als „ethnische Säuberungen“ bezeichnet; in einem Interview mit PKK-Kommandeur Cemil Bayık habe er versucht, die PKK als „legitime und politische Organisation“ darzustellen. Zur Last gelegt wird Yücel auch die Wiedergabe eines Witzes über Türken und Kurden in einem seiner Berichte. In Deutschland ist diese Berichterstattung von der Pressefreiheit gedeckt. Yücels Freilassung war nicht mit Ausreisebeschränkungen verbunden. Am selben Tag verließ Yücel die Türkei, hielt sich nach eigenen Angaben aber bereits am folgenden Tag nicht mehr in Deutschland auf.
Der erste Termin für das Gerichtsverfahren wurde auf den 28. Juni 2018 anberaumt. Zuständig ist das 32. Strafgericht in Istanbul.
Nach seiner Ankunft in Berlin erklärte Yücel in einer Videobotschaft: „Ich weiß immer noch nicht, warum ich vor einem Jahr verhaftet wurde, genauer, warum ich vor einem Jahr als Geisel genommen wurde – und ich weiß auch nicht, warum ich heute freigelassen wurde.“ So wie die Verhaftung nichts mit Recht und Gesetz und Rechtsstaatlichkeit zu tun gehabt habe, habe auch die Freilassung nichts damit zu tun. Er habe seinen Zellennachbarn zurückgelassen, ebenfalls Journalist, und andere Kollegen, „die nichts anderes getan haben, als ihren Beruf auszuüben“. Yücels Freilassung wurde in seinem Geburtsort Flörsheim und in Berlin mit spontanen Autokorsos gefeiert.
Über die Freilassung zeigte sich Bundeskanzlerin Merkel erfreut, die am Tag zuvor den türkischen Ministerpräsidenten Binali Yıldırım empfangen hatte. Bundesaußenminister Sigmar Gabriel erklärte, dass es keine Gegenleistungen an die Türkei gegeben habe. Die Opposition vermutet dagegen, dass 31 Genehmigungen für Rüstungsexporte in die Türkei, die die Bundesregierung allein zwischen dem 18. Dezember 2017 und dem 24. Januar 2018 erteilt hat, mit der Freilassung von Yücel und Meşale Tolu im Zusammenhang stehen.
Der Deutsche Journalisten-Verband nannte die Forderung der Staatsanwaltschaft nach bis zu 18 Jahren Haft „absurd“, die Freilassung bezeichnete er als „Sieg für die Pressefreiheit“.
Außerhalb Deutschlands und der Türkei wurde Yücels Freilassung von den Medien entweder gar nicht oder nur kurz aufgegriffen. In der Türkei berichteten regierungsnahe Medien knapp darüber. Die Zeitung Sabah meinte, die Freilassung habe antitürkische Pläne durchkreuzt. Die Zeitung Sözcü berichtete unter der Schlagzeile „Neue Ära mit Deutschland: Beziehungen verbessern sich, Deniz Yücel ist raus“. Die regierungskritische Cumhuriyet stellte über das Foto von Yücel und seiner Frau nach der Haftentlassung die Schlagzeile „Gesetz des Feilschens“ und ging auf Vermutungen ein, Yücel sei nach Abmachungen zwischen Deutschland und der Türkei freigelassen worden.
Am Tag von Yücels Freilassung wurden in Istanbul sechs Personen zu lebenslanger Haft unter „erschwerten Bedingungen“ verurteilt. Unter ihnen waren drei Journalisten: die Brüder Ahmet und Mehmet Altan sowie Nazlı Ilıcak, außerdem Yakup Şimşek sowie Fevzi Yazıcı, Marketingdirektor und Grafiker der Zeitung Zaman, und Şükrü Tugrul Özşengül, Dozent der Polizeiakademie. Ihnen wurden Kontakte zur Gülen-Bewegung und eine Beteiligung am Putschversuch von 2016 vorgeworfen. Reporter ohne Grenzen sprach von einem „Schwarzen Tag für die Pressefreiheit“.

### Gerichtsverfahren und Verfassungsbeschwerde
An der ersten Verhandlung in Istanbul am 28. Juni 2018 nahm Yücel nicht teil. Sein Anwalt Veysel Ok verlangte neben dem sofortigen Freispruch Yücels, Telefonkontaktdaten aus den Gerichtsakten zu entfernen. Sie fielen unter den Informantenschutz. Beide Anträge lehnte das Gericht ab. Veysel Ok verwies auch darauf, dass Yücels Berichte keine strafbaren Handlungen enthielten, sie seien zudem durch die in der türkischen Verfassung verankerte Meinungs- und Pressefreiheit (vgl. dazu Pressefreiheit in der Türkei und Menschenrechte in der Türkei) geschützt. Das Gericht kündigte an, eine schriftliche Aussage Yücels anzufordern. Nachdem das Bundesjustizministerium ein Rechtshilfegesuch der türkischen Behörden bewilligt hatte, machte Yücel am 10. Mai 2019 seine Aussage bei einer nichtöffentlichen Verhandlung vor dem Amtsgericht Berlin-Tiergarten.
In einer schriftlichen Einlassung wies Yücel die Vorwürfe der Staatsanwaltschaft als „unsinnig und keiner ernsthaften Auseinandersetzung wert“ zurück. Die türkische Regierung habe mit seiner Verhaftung eine Einschüchterung der ausländischen Pressevertreter bezweckt. Zudem habe sie über „seine Person einen Konflikt mit Deutschland vom Zaun brechen“ wollen, um „in der Kampagne für das Verfassungsreferendum aus diesem Konflikt politischen Profit zu schlagen“. Später habe Erdoğan versucht, ihn als Geisel auszutauschen. Der Staatspräsident habe sich dabei, so Yücel, wie der „Rädelsführer einer kriminellen Organisation“ verhalten. Schließlich habe die türkische Regierung unter der Bedingung, dass er sofort das Land verlasse, seine Freilassung verfügt. Nicht nur seine Verhaftung, sondern auch die Umstände seiner Freilassung seien rechtswidrig gewesen.
Am 28. Juni 2019 wurde berichtet, dass das türkische Verfassungsgericht die Haft Deniz Yücels für rechtswidrig erklärt hat. Die Richter urteilten, dass sein Recht auf persönliche Sicherheit und Freiheit sowie das Recht auf Meinungsfreiheit verletzt wurden. Damit habe die Verfassungsbeschwerde, die Yücels Anwälte vor zwei Jahren gegen seine Inhaftierung einlegten, doch noch Erfolg gehabt. Die Verfassungsrichter sollen auch festgestellt haben, dass sowohl im Hafturteil als auch in der Anklageschrift zahlreiche Aussagen in Yücels „Welt“-Artikeln fehlerhaft ins Türkische übersetzt wurden.
Am 16. Juli 2020 verurteilte die 32. Große Strafkammer in Istanbul Yücel in Abwesenheit zu einer Haftstrafe von zwei Jahren, neun Monaten und 22 Tagen wegen Terrorpropaganda für die PKK. Von den Vorwürfen der Volksverhetzung und der Propaganda für die Gülen-Organisation wurde er freigesprochen. Zugleich ordnete das Gericht die Einleitung neuer Ermittlungen an – nun wegen „Verunglimpfung der türkischen Nation und des türkischen Staates“ sowie wegen „Beleidigung des Staatspräsidenten“. Dabei bezogen sich die Richter auf drei Artikel in der Welt, die bereits Gegenstand des ersten Verfahrens waren, sowie auf Einlassungen in Yücels Verteidigungsschrift. Gegen dieses Urteil haben sowohl seine Anwälte als auch die Staatsanwaltschaft Revision eingelegt.

### Weitere Verfahren
Im Mai 2019 erstatte Hasan Yılmaz, der als stellvertretender Oberstaatsanwalt von Istanbul die Ermittlungen gegen Yücel leitete und später zum stellvertretenden Justizminister befördert wurde, wegen eines Tweets von Yücel Strafanzeige wegen Beleidigung einer Amtsperson. Am 28. Juni 2021 gab er im Rahmen eines internationalen Rechtshilfeersuchens vor dem Amtsgericht Berlin-Tiergarten eine schriftliche Erklärung in diesem Verfahren ab. Zudem reichte Yücel dem Gericht zwei von Yılmaz angefertigte Anklageschriften – gegen sich selbst sowie gegen Osman Kavala – als Beweismittel ein.
Im Mai 2021 legte die Staatsanwaltschaft Istanbul eine Anklageschrift wegen „öffentliche Verunglimpfung des türkischen Staates und der türkischen Nation“ vor. Ein weiteres Verfahren wegen Beleidigung des Staatspräsidenten ist in Vorbereitung.

### Klage auf Schadenersatz
Für seine Inhaftierung fordert Yücel auf dem Zivilrechtsweg Schadenersatz in Höhe von 2,9 Millionen türkischen Lira (ca. 400.000 Euro) von der Türkischen Republik. Die Summe setzt sich neben Schadenersatz aus Entschädigung für Verdienstausfall und Anwaltskosten zusammen. Die Haft sei unrechtmäßig gewesen. Yücel ist der erste Journalist, der in der Türkei wegen einer Inhaftierung Klage erhoben hat.
Am 25. September 2018 wies ein Istanbuler Gericht die Klage mit der Begründung ab, dass die Bedingungen für einen solchen Prozess nicht gegeben seien. Yücels Anwälte wollen die Entscheidung anfechten.
Die am 28. Juni 2019 berichtete Verfassungswidrigkeit von Yücels Inhaftierung soll nun einen Schadenersatzanspruch in Höhe von 25.000 türkischen Lira (rund 3.800 Euro) nach sich ziehen. Eine getrennte Schadenersatzklage laufe noch, wobei diese Entscheidung noch ausstehe.
Im Januar 2022 entschied der EGMR, dass die Türkei an Yücel wegen seiner Inhaftierung 13.300 Euro Entschädigung zu zahlen habe. Das Urteil ist noch nicht rechtskräftig.

### Foltervorwurf
In der schriftlichen Einlassung, die Yücel bei der Gerichtsverhandlung vor dem Berliner Amtsgericht abgab, erklärte er, er sei im Gefängnis Silivri „drei Tage lang“ gefoltert worden. Yücel berichtete von Schlägen, Drohungen und Beleidigungen. „Das Maß der Gewalttätigkeit war nicht allzu hoch, weniger darauf ausgerichtet, mir körperliche Schmerzen zuzufügen, als darauf, mich zu erniedrigen und einzuschüchtern.“ „Womöglich auf direkte Veranlassung des türkischen Staatspräsidenten oder dessen engster Umgebung, auf jeden Fall aber infolge der Hetzkampagne, die er begonnen hatte und unter seiner Verantwortung.“ So oder so heiße der Hauptverantwortliche für die Folter, der er ausgesetzt gewesen sei, Erdoğan, so Yücel.
Yücel habe seinerzeit einen türkischen Politiker und die Bundesregierung informiert und gebeten, sich für ein Ende dieser Behandlung einzusetzen. Seine Rechtsanwälte hätten Strafanzeige erstattet, jedoch habe die Staatsanwaltschaft das Ermittlungsverfahren eingestellt. Auch in seiner Beschwerde an den Europäischen Gerichtshof für Menschenrechte habe er über diese Misshandlungen berichtet. Ansonsten habe er es vorgezogen, darüber nicht öffentlich zu sprechen. „Denn der richtige Ort hierfür war die Gerichtsverhandlung. Der richtige Ort war hier. Darum sage ich es an dieser Stelle zum ersten Mal öffentlich.“
Das Auswärtige Amt rief darauf die türkische Regierung auf, sich an die Antifolterkonvention der Vereinten Nationen zu halten. „Wir verurteilen jede Form von Folter und Misshandlung, sie stehen außerhalb des Rechts“, sagte eine Sprecherin. Das türkische Außenministerium wies diese Ermahnung und Yücels Vorwurf zurück. Die Vorwürfe seien von der zuständigen Staatsanwaltschaft untersucht worden. Diese habe entschieden, die Sache nicht weiter zu verfolgen. Yücels Anwalt Veysel Ok erklärte darauf, die Staatsanwaltschaft habe keine „fairen“ und „transparenten“ Ermittlungen geführt und Yücel nicht einmal angehört.

## Dokumentarfilm
- Deniz Yücel – Wenn Pressefreiheit im Gefängnis landet, Dokumentation von Pinar Atalay, ARD 2019, (43:52 Min.)

## Werke
- Taksim ist überall. Die Gezi-Bewegung und die Zukunft der Türkei. Edition Nautilus, Hamburg 2014, ISBN 978-3-89401-791-0.
- Und morgen die ganze Türkei. Der lange Aufstieg des Recep Tayyip Erdoğan, in Kursbuch 188, 27. November 2016 (leicht gekürzter Nachdruck in der FAZ, 22. Februar 2017; online)
- Doris Akrap (Hrsg.), Deniz Yücel: Wir sind ja nicht zum Spaß hier. Edition Nautilus, Hamburg 2018, ISBN 978-3-96054-073-1
- Agentterrorist. Eine Geschichte über Freiheit und Freundschaft, Demokratie und Nichtsodemokratie. Kiepenheuer & Witsch, Köln 2019, ISBN 978-3-462-05278-7

## Sonstiges
Am 3. Oktober 2018 hielt Yücel die Festrede zum Tag der Deutschen Einheit in seinem Geburtsort Flörsheim. Darin dankte er den Bürgern Flörsheims für die Solidarität während seiner Inhaftierung. Am 10. April 2022 erwähnte Deniz Yücel im Presseclub, dass er nicht mehr Türkei-Korrespondent der WELT sei.

## Auszeichnungen

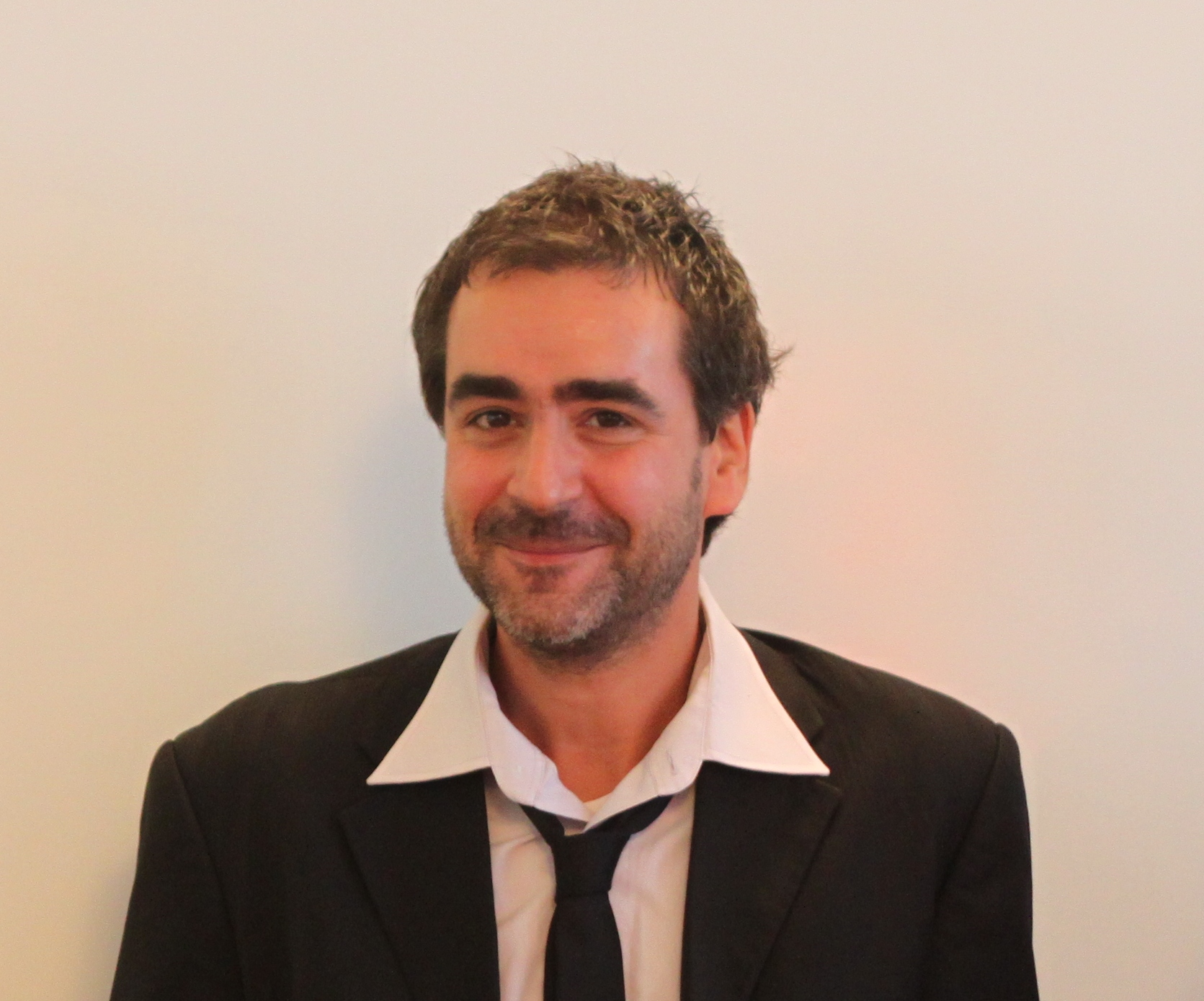
Deniz Yücel bei der Verleihung des Kurt-Tucholsky-Preises im Oktober 2011

- Für seine parodistische Kolumne „Vuvuzela“, die er während der Fußball-Weltmeisterschaft 2010 in Südafrika schrieb, wurde Yücel mit dem Kurt-Tucholsky-Preis 2011 für literarische Publizistik ausgezeichnet. Die Jury begründete den Preis damit, „dass Yücel sowohl den deutschen Spießer als auch die deutsche Spießerin auf angenehme Art entlarvt“.[15]
- Für Hate Poetry wurden Yücel und die anderen Gründungsmitglieder in der Kategorie „Sonderpreis“ als Journalisten des Jahres 2014 ausgezeichnet. „Hate Poetry ist zur Marke und zum Vorbild für andere Redaktionen geworden: witzig, klug, unterhaltsam, schockierend und Augen öffnend. Er hilft zudem den betroffenen Journalisten, mit rassistischen Anfeindungen umzugehen“, hieß es in der Begründung der Jury.[156]
- Als Zeichen für die Pressefreiheit erhielt Yücel den Theodor-Wolff-Preis. Jury und Kuratorium beschlossen Anfang April 2017 einstimmig, ihn mit einem Sonderpreis auszuzeichnen; zugleich forderten sie seine Freilassung. Die offizielle Verleihung war am 21. Juni 2017; Yücel ließ eine Dankesrede verlesen.[157][158]
- Preis für die Freiheit und Zukunft der Medien 2017
- Dr.-Karl-Renner-Publizistikpreis 2017, gemeinsam mit Meşale Tolu[159]
- M100 Media Award 2018, „weil er unerschrocken und fundiert über die politischen Verhältnisse in der Türkei berichtet und sich selbst aus der Haft heraus für einen kritischen und unabhängigen Journalismus eingesetzt habe“.[160]